# Eldar Azim Zade
Eldar Əzimzadə (azéri) ou Eldar Azim Zade qui est la transcription du russe : Эльдар Азимзаде, né à Choucha le 25 mai 1934 et mort le 20 janvier 2003 dans la même ville, est un arbitre soviétique et azerbaïdjanais de football des années 1970 et 1980.

## Carrière
Il a officié dans des compétitions majeures :
- Coupe du monde de football des moins de 20 ans 1977 (1 match)
- JO 1980 (2 matchs dont la finale)